# 松平頼和
松平 頼和（まつだいら よりかず、慶応元年5月7日〈1865年5月31日〉 - 昭和15年〈1940年〉7月18日）は、日本の華族、官吏。西条松平家第11代当主。従二位勲五等子爵。

## 生涯
讃岐高松藩第10代藩主・松平頼胤の七男として生まれる。伊予西条藩第10代藩主、のち藩知事、子爵となる松平頼英の養嗣子となる。慶應義塾を経てドイツ帝国に留学し、政治学や法学、経済学などを学ぶ。ドイツ南部テュービンゲンにあるテュービンゲン大学を卒業し、Dr. rer. pol.（日本の政治学博士に相当）を取得する。帰朝後は宮内省に入省し、式部官、主猟官、雅楽部副長心得などを歴任した。
養父の死去により、明治38年（1905年）12月16日に家督を相続する。明治41年（1908年）2月22日、大韓帝国より勲三等八卦章を受章する。大正5年（1916年）3月16日に高等官二等（勅任官）に陞叙するが、翌3月17日には依願免官となる。古希を迎えるに際し、昭和9年（1934年）2月に御紋章付銀盃および酒肴料を下賜される。
昭和15年（1940年）7月18日午前3時40分、気管支肺炎のため東京府東京市麻布区広尾町14番地（現在の東京都渋谷区広尾）の自邸で死去した。75歳没。家督は長男の頼庸が継いだ。

## 栄典
- 1910年（明治43年）12月26日 - 勲六等瑞宝章[6]

外国
- 1908年（明治41年）10月19日 - 大清帝国二等第三双竜宝星[7]。

## 家族
- 妻：松平保子（侯爵徳川茂承三女、1875年10月6日 - 1950年6月12日）
  - 長男：頼庸（1894年3月10日 - 1973年2月6日）
  - 長女：信子（男爵近藤滋弥夫人）
  - 次男：広（1896年12月 - 1962年3月）
  - 三男：矯（1898年4月 - 1986年3月1日）